# بيير أوبري (عالم موسيقى)
بيير أوبري (بالفرنسية: Pierre Aubry)‏ هو عالم موسيقى فرنسي، ولد في 14 فبراير 1874 في باريس في فرنسا، وتوفي في 31 أغسطس 1910 في جيور في المجر.